# Mauro Verwilt
Mauro Verwilt (Lier, 11 juni 2000) is een Belgisch wielrenner die sinds 2023 rijdt voor het continentale team Tarteletto - Isorex. Verwilt staat bekend als een krachtige sprinter met uithoudingsvermogen, die ook op heuvelachtige parcoursen goed presteert.

## Carrière

### Jeugd en beloften
Verwilt begon zijn wielercarrière bij de club Steeds Vooraan Kontich. In 2018 reed hij als eerstejaars belofte voor Home Solution–Soenens. Vervolgens keerde hij terug naar Steeds Vooraan Kontich waar hij actief bleef in 2020 en 2021.

### Professionele carrière
In 2022 maakte Verwilt de overstap naar Team Metalced. In dat jaar boekte hij zijn eerste grote succes met een etappezege in de Ronde van Luik, waarin hij uiteindelijk als tweede eindigde in het eindklassement. 
Sinds 2023 rijdt hij voor het continentale team Tarteletto - Isorex. Hij bevestigde zijn talent door regelmatig top-10-plaatsen te behalen in Belgische en internationale wedstrijden.

## Rennersprofiel
Mauro Verwilt is een sprinterstype met een sterk eindschot, maar beschikt ook over het vermogen om zich te handhaven in selectieve koersen. Hij wordt gekenmerkt door zijn aanvallende stijl en gevoel voor timing in de finale van een wedstrijd.

## Belangrijkste overwinningen en ereplaatsen
- 2022 – Etappezege Ronde van Luik, 2e eindklassement
- 2022 – 13e plaats Il Piccolo Lombardia
- 2023 – 10e plaats puntenklassement Tour de la Mirabelle
- 2024 – 7e plaats Midden-Brabant Poort Omloop
- 2024 – 17e plaats Antwerp Port Epic

## Ploegen
- 2018 – Home Solution–Soenens
- 2020–2021 – Steeds Vooraan Kontich
- 2022 – Team Metalced
- 2023–heden – Tarteletto - Isorex

## Persoonlijk leven
Verwilt is actief op sociale media waar hij regelmatig updates deelt over zijn koersleven. Hij wordt binnen het peloton beschouwd als een sociaal geëngageerde en toegewijde renner.